# Stanisław Kożuchowski
Stanisław Kożuchowski herbu Doliwa (ur. ok. 1712, zm. 1776) – podczaszy orłowski, konfederat barski, poseł na sejm.
Członek konfederacji Adama Ponińskiego w 1773 roku. Wybrany posłem na Sejm Rozbiorowy 1773–1775 z województwa łęczyckiego. Należał do opozycji sejmowej, kierowanej przez Tadeusza Reytana, przeciwnej przekształceniu sejmu w sejm skonfederowany. Bezskutecznie próbował oblatować w grodzie warszawskim manifest uznający bezprawność rozbioru.